# 高久多吉
高久 多吉（たかく たきち、1872年2月21日（明治5年1月13日） - 没年不明）は銀行家。政治家。
雄勝銀行取締役、湯沢町雄勝郡会選出議員などを歴任した。

## 経歴
秋田県多額納税者高久多吉の長男として生まれ、1891年（明治24年）に家督を相続し、襲名する。雄勝銀行取締役を務めた。
雄勝郡会議事堂記念館を今泉秀理と共に湯沢町に無償で払い下げした。

## 親族
- 妻 とみ (1880年生まれ、 秋田、佐藤祐三女)
- 長男 修一郎 (1897年生まれ)
- 長男妻 わか (1904年生まれ、那波亥之助三女、兄弟に衆議院議員町田忠治養子信治、那波商店代表取締役那波三郎右衛門、義兄に衆議院議員片野重脩、義姉妹は白山殖産社長白山善五郎娘良枝)
- 長女 れつ (1896年生まれ、県多額納税者 佐藤維一郞妻、義弟に第四十八国立銀行取締役平川孫兵衛、姪の義父に青森銀行頭取高谷英城、夫の叔父に扇田鉄鉱取締役高安虎治)
- 妹 みよ (1881年生まれ、夫に雄勝銀行、秋田製絲取締役 京野仁助)
- 甥 京野順治 (1901年生まれ)
- 甥嫁  たけ (1908年生まれ、 雄勝鐵道社長、雄勝銀行取締役飯塚彦四郎の娘 義姉は岐阜縣多額納税者 間杢右衞門娘)